# باتريشيا لوبيز
باتريشيا لوبيز (بالإسبانية: Patricia López-Menadier)‏ هي ممثلة تشيلية، ولدت في 10 يوليو 1977 بسانتياغو في تشيلي.

## وصلات خارجية
- باتريشيا لوبيز على موقع IMDb (الإنجليزية)
- باتريشيا لوبيز على موقع قاعدة بيانات الفيلم (الإنجليزية)